# 利亚多雷
利亚多雷，是西班牙加泰罗尼亚莱里达省的一个市镇。 总面积148平方公里，总人口238人（2001年），人口密度2人/平方公里。